# Sport à Portland (Oregon)

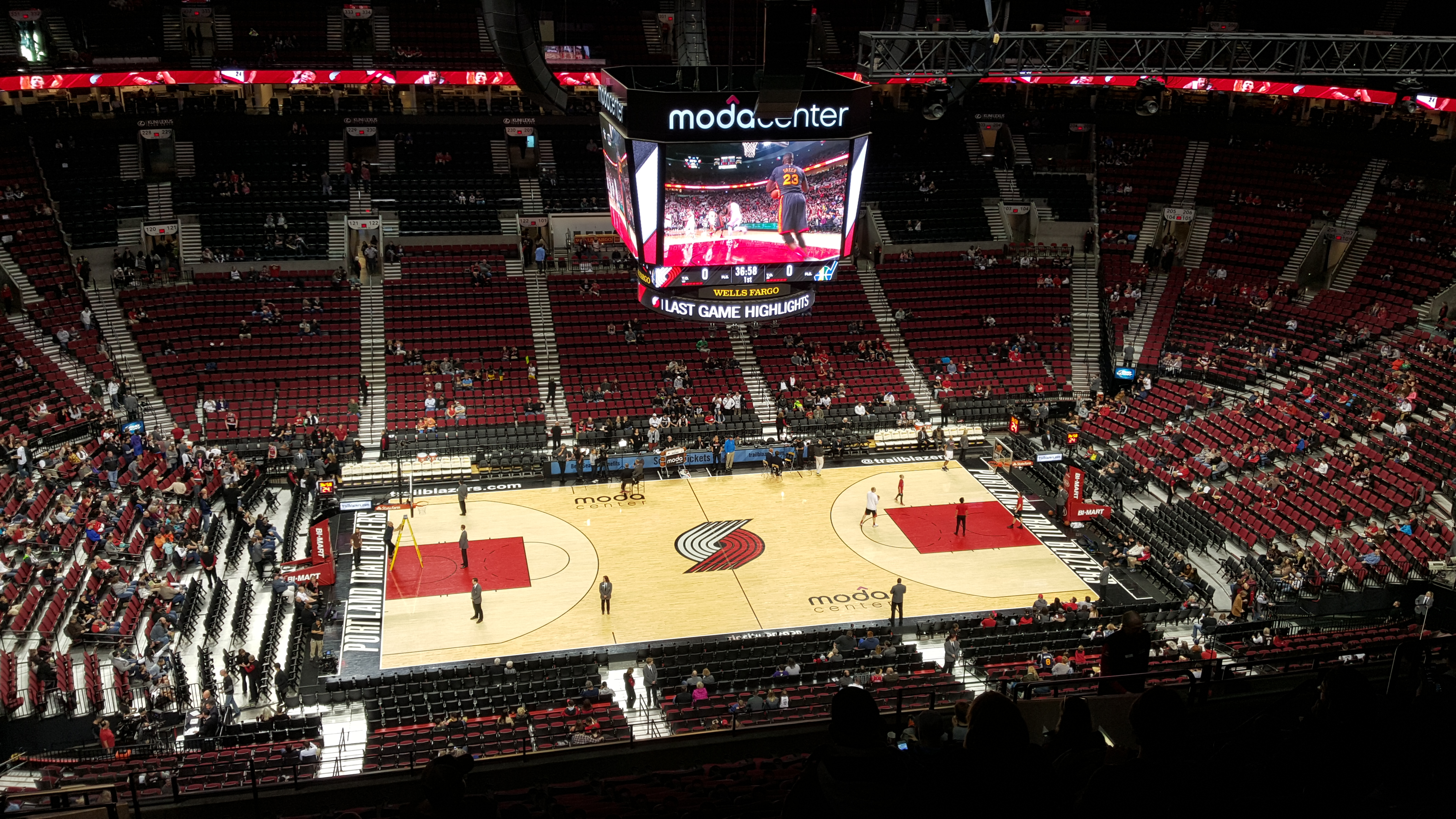
Le Moda Center.

Le sport à Portland est actuellement dominé par deux grandes franchises professionnelles : les Trail Blazers de Portland (basket-ball) qui évoluent en National Basketball Association (NBA) et les Timbers de Portland (soccer) qui évoluent dans la Major League Soccer (MLS).
Il n'y a actuellement pas de franchises majeures de baseball, de hockey sur glace ou de football américain.
Au niveau universitaire, Portland accueille notamment les Portland Pilots de l'université de Portland et les Vikings de Portland State de l'université d'État de Portland. Ils évoluent en National Collegiate Athletic Association (NCAA).